# Cliftonville F.C.
Cliftonville Football Club sjevernoirski je nogometni klub iz Belfasta.

## Uspjesi
Prvenstvo Sjeverne Irske: 1905/06., 1909/10., 1997/98. 

Kup Sjeverne Irske: 1882/83., 1887/88., 1896/97., 1899/00., 1900/01., 1906/07., 1908/09., 1978/79. 
 
Liga-kup Sjeverne Irske: 2003/04. 

Gold Cup: 1923., 1933., 1981. 

County Antrim Shield: 1892., 1894., 1898., 1926., 1979., 1997., 2007.

## Zanimljivosti
Cliftonville je klub koji je zasigurno svjetski rekorder po broju osvojenih posljednjih mjesta u nacionalnom prvenstvu (ukupno 30).
Posljednja mjesta: 1894/95., 1913/14., 1918/19., 1921/22., 1927/28., 1929/30., 1937/38., 1939/40., 1940/41., 1941/42., 1942/43., 1944/45., 1945/46., 1946/47., 1949/50., 1951/52., 1953/54., 1956/57., 1957/58., 1958/59., 1959/60., 1960/61., 1961/62., 1963/64., 1964/65., 1965/66., 1966/67., 1967/68., 1969/70., 1971/72., 1976/77.